# Dorothy Champney

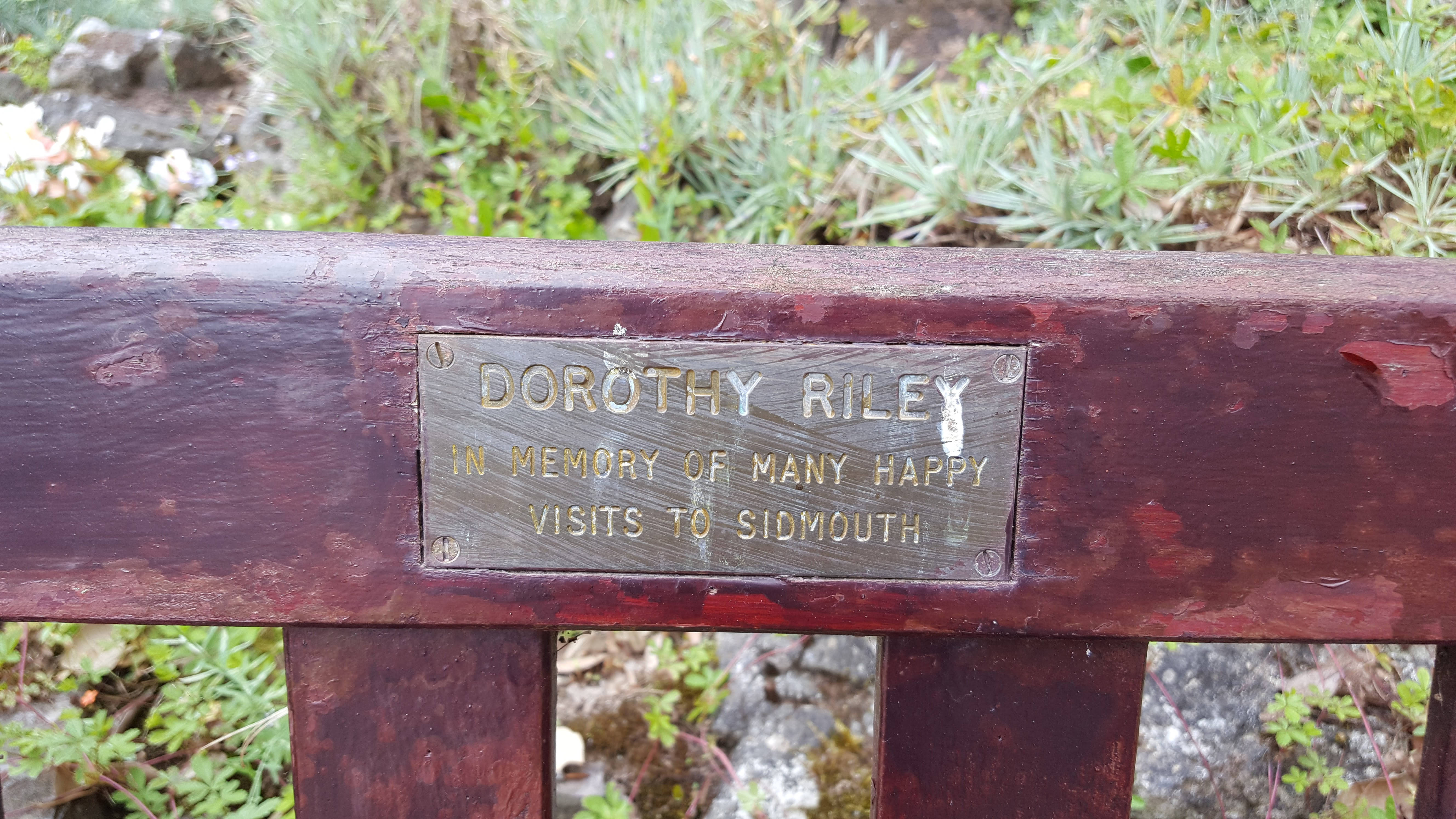
Dorothy Champney (Riley) gewidmete Sitzbank im Connaught Gardens in Sidmouth

Dorothy Conyers Nelson Champney, verheiratete Riley (* 7. März 1909 in Scarborough; † 22. Juli 1968 in Moreton-in-Marsh), war eine britische Autorennfahrerin.

## Familie
Dorothy Champney war die Tochter von Colonel Frederick D'Arcy Champney und dessen Ehefrau Gerthrude Blanche Wilcox. Von 1934 bis zu dessen Tod war sie mit William Victor Riley (1876–1958), dem Sohn von William Riley, dem Gründer der Riley Cycle Company, verheiratet. Bei Autorennen trat sie bis zum Ende ihrer Karriere unter ihrem Mädchennamen Champney an. Das Paar hatte zwei Kinder, eine Tochter und einen Sohn.

## Karriere als Rennfahrerin
Dorothy Champney interessierte sich schon als Teenager für Automobile und den Motorsport. Kaum volljährig, begann sie 1930 in ihrem Heimatland Rallyes zu fahren. Schon vor ihrer Hochzeit 1934 fuhr sie dabei ausschließlich mit Fahrzeugen der Marke Riley. Sie gewann die Damenwertungen der Ulster Motor Rally, der Scottish Rally und der Alpenfahrt. 1932 hatte sie einen schweren Unfall bei der RAC 1000 Miles Rally, als sie auf dem Streckenabschnitt zwischen Honiton und Exeter mit ihrem Riley gegen einen Telegraphenmast prallte. Champney und ihre Beifahrerin Miss G. J. Darby kamen mit leichten Verletzungen davon.
1934 fuhr sie ihre erste und einzige Rallye Monte Carlo, und gab ihr Debüt beim 24-Stunden-Rennen von Le Mans. Gemeinsam mit Kay Petre kam sie in ihrem privaten Riley Nine Ulster Imp als 13. der Gesamtwertung ins Ziel und gewann den Special Lady Prize. 1935 verhinderte eine knapp vor dem Rennen aufgetretene Diphtherie-Erkrankung die Teilnahme in Le Mans. Ihren freigewordenen Platz im Werks-Riley nahm Elsie Wisdom ein. So blieb ihre Fahrt bei der RAC Rallye 1934 ihr letzter Renneinsatz.

## Statistik

### Le-Mans-Ergebnisse
| Jahr | Team                  | Fahrzeug              | Teamkollege | Platzierung | Ausfallgrund |
| ---- | --------------------- | --------------------- | ----------- | ----------- | ------------ |
| 1934 | Miss Dorothy Champney | Riley Nine Ulster Imp | Kay Petre   | Rang 13     |              |